# ايستون
ايستون (بالإنجليزية: Easton, Kansas)‏ هي مدينة تقع في مقاطعة ليفينوورث، كانزاس بولاية كانساس في الولايات المتحدة. تبلغ مساحة هذه المدينة 0.36 (كم²)، وترتفع عن سطح البحر 276 م، بلغ عدد سكانها 253 نسمة في عام 2010 حسب إحصاء مكتب تعداد الولايات المتحدة وتصل الكثافة السكانية فيها 697.7 نسمة/كم2.

## التركيبة السكانية
قام مكتب تعداد الولايات المتحدة بتحديد بيانات التركيبة السكانية لايستونفي تعداد الولايات المتحدة. في ما يلي، التركيبة السكانية حسب تعدادي 2000 و2010.

### تعداد عام 2000
بلغ عدد سكان ايستون 362 نسمة بحسب تعداد عام 2000، وبلغ عدد الأسر 117 أسرة وعدد العائلات 87 عائلة مقيمة في المدينة. في حين سجلت الكثافة السكانية 2,523.5 نسمة لكل ميل مربع (974.3/كم2). وبلغ عدد الوحدات السكنية 138 وحدة بمتوسط كثافة قدره 962.0 نسمة لكل ميل مربع (371.4/كم2).
وتوزع التركيب العرقي للمدينة بنسبة 94% من البيض و 1% من الأمريكيين الأصليين و 1% من الأمريكيين ذوي الأصول الآسيوية و 1% من الأمريكيين الأفارقة و 2% من عرقين مختلطين أو أكثر.
بلغ عدد الأسر 117 أسرة كانت نسبة 44% منها لديها أطفال تحت سن الثامنة عشر تعيش معهم، وبلغ متوسط حجم الأسرة المعيشية 3.2، أما متوسط حجم العائلات فبلغ 2.7.
بلغ العمر الوسطي للسكان 32 عاماً. وكانت نسبة 32% من القاطنين تحت سن الثامنة عشر، وكانت نسبة 9% بين الثامنة عشر والأربعة وعشرون عاماً، ونسبة 25% كانت واقعةً في الفئة العمرية ما بين الخامسة والعشرون حتى والأربعة وأربعون عاماً، ونسبة 13% كانت ما بين الخامسة والأربعون حتى الرابعة والستون، ونسبة 22% كانت ضمن فئة الخامسة والستون عاماً فما فوق. يوجد لكل 100 أنثى 97.8 ذكر، ويوجد لكل 100 أنثى في الثامنة عشر من عمرها فما فوق 90.8 ذكر.
بلغ متوسط دخل الأسرة في المدينة 26,818 دولار، أما متوسط دخل العائلة فبلغ 29,000 دولار. وكان متوسط دخل الذكور 26,625 دولار مقابل 19,375 دولار للإناث. وسجل دخل الفرد الخاص بالمدينة 12,751 دولار. وكانت نسبة 22% من العائلات ونسبة 18% من السكان تحت خط الفقر، وكان من هؤلاء نسبة 24% تحت سن الثامنة عشر ونسبة 5% في الخامسة والستين من العمر وما فوق.

### تعداد عام 2010
بلغ عدد سكان ايستون 253 نسمة بحسب تعداد عام 2010، وبلغ عدد الأسر 81 أسرة وعدد العائلات 55 عائلة مقيمة في المدينة. في حين سجلت الكثافة السكانية 1,807.1 نسمة لكل ميل مربع (697.7/كم2). وبلغ عدد الوحدات السكنية 100 وحدة بمتوسط كثافة قدره 714.3 لكل ميل مربع (275.8/كم2).
وتوزع التركيب العرقي للمدينة بنسبة 98.8% من البيض و 0.4% من الأمريكيين الأفارقة و 0.8% من عرقين مختلطين أو أكثر.
بلغ عدد الأسر 81 أسرة كانت نسبة 32.1% منها لديها أطفال تحت سن الثامنة عشر تعيش معهم، وبلغت نسبة الأزواج القاطنين مع بعضهم البعض 51.9% من أصل المجموع الكلي للأسر، ونسبة 12.3% من الأسر كان لديها معيلات من الإناث دون وجود شريك، بينما كانت نسبة 3.7% من الأسر لديها معيلون من الذكور دون وجود شريكة وكانت نسبة 32.1% من غير العائلات. وبلغ متوسط حجم الأسرة المعيشية 3.09، أما متوسط حجم العائلات فبلغ 2.57.
بلغ العمر الوسطي للسكان 41.9 عاماً. وكانت نسبة 9% بين الثامنة عشر والأربعة وعشرون عاماً، ونسبة 25.3% كانت واقعةً في الفئة العمرية ما بين الخامسة والعشرون حتى والأربعة وأربعون عاماً، ونسبة 17.4% كانت ما بين الخامسة والأربعون حتى الرابعة والستون، ونسبة 27.7% كانت ضمن فئة الخامسة والستون عاماً فما فوق. وتوزع التركيب الجنسي للسكان بنسبة 46.6% ذكور و53.4% إناث.

## وصلات خارجية
- The US50 - Cities and Towns in Kansas State